# First Citizens BancShares
First Citizens Bancshares, Inc. è una holding bancaria con sede a Raleigh, nella Carolina del Nord. La sua filiale principale è First Citizens Bank. Con un patrimonio di 219 miliardi di dollari a marzo 2023, è tra le 20 maggiori banche degli Stati Uniti.
Al 31 dicembre 2022, la banca gestiva 550 filiali in 22 stati; tuttavia, il 73,5% dei depositi della banca era nella Carolina del Nord e nella Carolina del Sud. Il 26 marzo 2023 ha rilevato depositi e prestiti dal fallimento della 
Silicon Valley Bank diventando tra le 20 maggiori banche degli Stati Uniti con attività di 219 miliardi di dollari.
Per tre generazioni, la banca è stata guidata dalla famiglia di Robert Powell, entrato a far parte della banca nel 1918 e diventato presidente nel 1935.

## Storia
La banca fu aperta il 1º marzo 1898 come Bank of Smithfield. Si è evoluta in First National Bank of Smithfield e si è fusa con Citizens National Bank per diventare First e Citizens National Bank. Nel 1929 cambiò nome in First Citizens Bank and Trust Company. Nel 1986, si è riorganizzata come holding, First Citizens BancShares, Inc.